# Университет Мэйдзи
Университет Мэйдзи (яп. 明治大学 Мэйдзи дайгаку) — престижный частный университет, расположенный в районе Отяномидзу столицы Японии Токио. Университет был основан в 1881 году тремя начинающими юристами эпохи Мэйдзи — Тацуо Кисимото, Кодзо Мияги и Мисао Ясиро. Университет Мэйдзи входит в число шести наиболее престижных университетов Токио.
Университет Мэйдзи включает в себя 10 бакалавриата и 16 аспирантур, в нём обучается всего около 33000 студентов в четырех университетских кампусах: Surugadai, Izumi, Ikuta, Nakano, расположенных в Токио и Кавасаки.
Двое выпускников Университета Мэйдзи впоследствии занимали пост премьер-министра Японии: Такэо Мики (1974—1976) и Томиити Мураяма (1994—1996). В число других известных выпускников университета входят актёр Рэн Осуги и писатель Кикути Кан. Университет также известен тем, что из него был отчислен ставший впоследствии знаменитым кинорежиссёром Такэси Китано. В 2004, спустя 34 года после отчисления, университет пожаловал Китано почётную степень бакалавра.